# Niżegorodskie osiedle wiejskie
Niżegorodskie osiedle wiejskie (ros. Нижегородское сельское поселение) – osiedle wiejskie w Rosji, wchodzące w skład rejonu apszerońskiego, w Kraju Krasnodarskim.
Centrum administracyjnym jest stanica (ros. станица) Niżegorodskaja.

## Demografia
W 2023 roku osiedle wiejskie zamieszkiwało 770 osób.

## Miejscowości
W skład osiedla wiejskiego wchodzą 3 miejscowości.
| Miejscowość      | Typ miejscowości | Liczba ludności (2010) |
| ---------------- | ---------------- | ---------------------- |
| Niżegorodskaja   | stanica          | 472                    |
| Guamka           | chutor           | 316                    |
| Krasnyj Dagestan | chutor           | 92                     |